# Wola Lipieniecka Duża
Wola Lipieniecka Duża [ˈvɔla lipjɛˈɲɛt͡ska ˈduʐa] est un village polonais de la gmina de Jastrząb, du powiat de Szydłowiec et dans la voïvodie de Mazovie.